# Dél csillaga
A Dél csillaga (eredeti címe: L’Étoile du sud) Jules Verne 1884-ben megjelent kalandregénye romantikus szálakkal, mely Dél-Afrikában, a nagy gyémántbányák, gyémántlelőhelyek színhelyén játszódik. A történet típusára nézve epikus mű, valamint műköltészeti alkotás. Az 1909-es Franklin-féle magyar kiadás fordítója György Aladár.

## Történelmi háttér
Bizonyított tény, hogy Dél-Afrika azon vidéke, ahol a történet játszódik, gazdag a különböző ásványi anyagokban, és mint ahogy azt a fokföldiek felfedezték az 1870-es években, gyémánt is található a föld alatt. A mai napig is rengeteg értékes gyémánt kerül ki Fokföld kürtőiből. A regényben is ezt a fajta dry diggingnek nevezett eljárást használják.
A történet idejében már kísérleteztek bizonyos tudósok mesterséges gyémánt előállításával az elemi kémia segítségével. Cyprien Méré a könyvben ezzel kísérletezve alkotta meg a Dél csillagát.

## Történet
|  | Alább a cselekmény részletei következnek! |

Cyprien Méré, egy francia származású bányászmérnök a dél-afrikai búrok (holland protestánsok) földjére utazik, hogy felkutassa az ott lévő gyémántbányákat tudományos kísérletei céljából. Szegény bányamérnök volt, aki a Tudományos Akadémia és a francia kormány megbízásából ment Griqualandba. Ottléte alatt elsőként azt tudta meg, hogy a bányákban a világ minden tájáról összecsődült alakok dolgoznak a legrosszabb körülmények között, nagy omlásveszély és tűző napfény alatt.
Munkáját földmérőként kezdte, melynek során szemet szúrtak neki a körülmények, amelyek miatt a bányászok bármelyik pillanatban meghalhatnak. Fejébe vette, hogy változtat a helyzetükön bármi áron. De tudta, hogy mivel nincs elég pénze, egyelőre csak a kutatásaira koncentrálhat. Thomas Steellel közösen kibéreltek egy félparcellát, ahol a lancashire-i Steel a betevőjét kereshette, Cyprien pedig folytathatta kutatásait.
|  | Itt a vége a cselekmény részletezésének! |

## Szereplők
- Cyprien Méré francia mérnök
- Alice Watkins, Cyprien szerelme

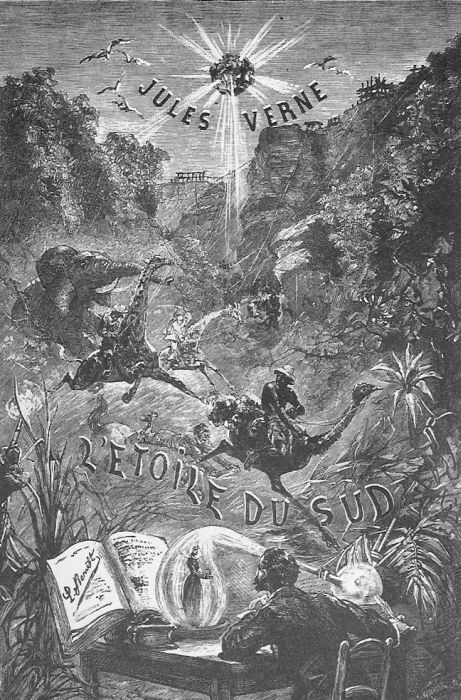
L'Étoile du sud

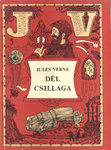
Szecskó Tamás borítója

- John Watkins, gazdag gyémántbánya-tulajdonos
- Jacobus Vandergaart úr
- Thomas Steel
- Mathys Pretorius
- Annibale Pantalacci
- Nathan, az alkusz
- Matakit, rabszolga
- Dada, a strucc
- Li